# Hall of Fame (The Script)
Hall of Fame è una canzone del gruppo irlandese The Script, pubblicata il 19 agosto 2012 come singolo d'anticipazione del loro terzo album #3 il 19 agosto 2012. La canzone viene interpretata col cantante statunitense will.i.am. Il brano ha avuto la sua anteprima radiofonica il 23 luglio 2012 ed è diventata la prima numero uno della band nella classifica del Regno Unito il 16 settembre 2012.

## Video musicale
Un video col testo del brano uscì il 23 luglio 2012. Il videoclip ufficiale fu pubblicato invece il 19 agosto sul sito ufficiale della band. Nel videoclip gli Script e will.i.am. interpretano la canzone all'interno di un deposito deserto. Sono alternate scene di due giovani che hanno due sogni paralleli: diventare un pugile e una ballerina di danza classica. All'inizio del brano vediamo una presentazione dei personaggi, un ragazzo e una ragazza, il primo residente in un quartiere malfamato, col sogno di diventare un pugile, la seconda non-udente col sogno di diventare una ballerina.
Mentre il ragazzo passeggia viene inseguito e picchiato da dei bulli e nella fuga incrocia la ragazza, che viene guardata con inferiorità dalle altre (aspiranti) ballerine. I due non si arrederanno e agli esami di pratica la ragazza, dopo aver sbagliato un passo, sente dalla cassa la canzone e riesce nel suo intento. Alla fine vediamo il ragazzo vincere una cintura dei pesi massimi e la ragazza venire acclamata con fiori e applausi (quest'ultimi non udibili) durante un'esibizione.

## Classifiche

### Classifiche settimanali
| Classifica (2012) | Posizione massima |
| ----------------- | ----------------- |
| Australia         | 4                 |
| Belgio (Fiandre)  | 8                 |
| Belgio (Vallonia) | 12                |
| Canada            | 25                |
| Corea del Sud     | 12                |
| Danimarca         | 11                |
| Finlandia         | 2                 |
| Francia           | 114               |
| Giappone          | 97                |
| Irlanda           | 1                 |
| Italia            | 5                 |
| Norvegia          | 3                 |
| Nuova Zelanda     | 3                 |
| Paesi Bassi       | 16                |
| Regno Unito       | 1                 |
| Russia            | 10                |
| Stati Uniti       | 46                |
| Svezia            | 3                 |
| Svizzera          | 33                |
| Ungheria          | 5                 |

### Classifiche di fine anno
| Classifica (2012) | Posizione |
| ----------------- | --------- |
| Australia         | 20        |
| Belgio (Fiandre)  | 76        |
| Regno Unito       | 21        |